# ببرية
ببريّة أو عين الطاووس أو زنبق النمر جنس نباتات جعثنية أو بصلية تنتمي إلى فصيلة السوسنيات. ما يقرب من 35 نوعاً في هذه الجنس ينمو في الأمريكتين، من المكسيك إلى تشيلي. تدوم زهرة الببرية لمدة قصيرة، حيث تتفتح كل زهرة منها في كثير من الأحيان يوماً واحداً فقط، ولكن غالباً ما تتفتح أزهار عديدة من نفس الساق. عادة ما تكون نائمة خلال فصل الشتاء الجاف. الجذور صالحة للأكل وقد أكلها آزتك في المكسيك الذين أطلقوا عليها اسم «زهرة جَقْوَر».
سوقُها ليفية التركيب لحمية النسيج مخروطية الشكل. أوراقها متعاقبة مستطيلة محجّنة. نصلها جامد الصفحة مزغب الأطراف. أزهارها جميلة الشكل ثلاثية البتلات والبتيلات. بتلاتها كبيرة القد مندغمة الانتشاب. ألوانها متداخلة تكثر فيها الحمرة القانية حتى مستوى الكأس ثم الأبيض المجزّع والمرقَّط بالأحمر والأصفر والبنفسجي. جلُّ أنواعها تزينية.